# Lutherhaus Eisenach
Das Lutherhaus in Eisenach ist eines der ältesten erhaltenen Fachwerkhäuser Thüringens. Hier wohnte Martin Luther nach der Überlieferung bei der Familie Cotta während seiner Schulzeit von 1498 bis 1501. Das Lutherhaus ist offizielles europäisches Kulturerbe und eine der bedeutendsten Reformationsstätten in Europa. Es wird von der Stiftung Lutherhaus Eisenach der Evangelischen Kirche in Mitteldeutschland als kulturhistorisches Museum betrieben.

## Historische Grundlage
Martin Luther hielt sich in seinem Leben mehrere Male in seiner „lieben Stadt“ Eisenach auf. Hier verbrachte er drei Jahre seiner Schulzeit und übersetzte das Neue Testament auf der Wartburg.

### Martin Luther als Schüler in Eisenach (1498 bis 1501)
Martin Luther wurde am 10. November 1483 in Eisleben geboren. Zunächst besuchte Luther die Mansfelder Lateinschule, bevor er 1497 für ein Jahr nach Magdeburg zog und dort in die Domschule ging. Bereits ein Jahr später zog der junge Luther nach Eisenach.
In der Heimatstadt seiner Mutter kam er zunächst bei Verwandten der Familie unter. Trotzdem musste er sich selbst noch etwas zum Lebensunterhalt dazu verdienen, weshalb er – damals für Schüler durchaus nicht unüblich – als Kurrendesänger von Haus zu Haus zog. Luthers erstem Biographen Johann Mathesius zufolge gefiel der Gesang des Schülers einer „andechtige[n] Matron“ so gut, dass sie ihn in ihr Haus aufnahm. Bei der Matrone handelte es sich um die junge Ratsherrengattin Ursula Cotta, die mit Conrad I. (Cunz) Cotta verheiratet und eine Tochter von Heinrich Schalbe war. Ihr Vater gehörte zu den einflussreichsten Eisenachern seiner Zeit. Auch die Cottas verfügten damals in Eisenach über viel Einfluss und Besitz. Sie besaßen zu Beginn des 16. Jahrhunderts mehrere Häuser in der Stadt, zu denen auch das heutige Lutherhaus zählt. Daher ist es sehr wahrscheinlich, dass Martin Luther als Schüler dort zeitweilig Unterhalt und Herberge gefunden hat.
Neben dem Schulunterricht an der Pfarrschule St. Georg beeinflussten ihn in seine Eisenacher Zeit vor allem die spirituellen Erfahrungen im Collegium schalbense. Dieser fromme Kreis von Laien um Heinrich Schalbe stand in enger Verbindung mit den Franziskanern und wurde von deren Frömmigkeit geprägt. Zudem nahm Luther an Treffen im Haus des Säkularpriesters Johannes Braun teil, bei denen gemeinsam musiziert, gebetet und über geistliche, aber auch humanistische Bücher diskutiert wurde. Im Frühjahr 1501 verließ Luther Eisenach, um an der Erfurter Universität zu studieren. Die Schulzeit „ynn meiner lieben Stad“ behielt Luther immer in positiver Erinnerung und mit einigen Eisenachern blieb er zeitlebens in Kontakt.

### Luther auf der Wartburg (1521 bis 1522)
Im März 1521 wurde Martin Luther vom neu gewählten Kaiser Karl V. aufgrund seiner reformatorischen Schriften vor den Reichstag nach Worms zitiert. Hier wurde er aufgefordert, seine Schriften zu widerrufen (17. April 1521), was der Wittenberger Mönch nach eintägiger Bedenkzeit aber ablehnte (18. April 1521). Am 26. April 1521 verließ Martin Luther Worms wieder und machte sich auf den Rückweg nach Wittenberg.
Am 4. Mai 1521 wurden er und seine Begleiter bei der Burg Altenstein von bewaffneten Reitern zum Halt gezwungen. Der vorab eingeweihte Luther wurde von ihnen „entführt“ und auf die Wartburg gebracht. Tatsächlich wurde er zu seiner eigenen Sicherheit versteckt, da ihm infolge des verweigerten Widerrufs in Worms die Reichsacht drohte. Mit dem kurze Zeit später publizierten Wormser Edikt wurde Luther dann nicht nur selbst mit dem Bann belegt und zum Ketzer erklärt, sondern auch die Herstellung und Verbreitung seiner Schriften war fortan offiziell verboten.
Die Zeit der Einsamkeit und Abgeschiedenheit auf der Wartburg nutzte Luther, der sich hier – in Anlehnung an den Heiligen Georg, den Stadtheiligen von Eisenach und Mansfeld – den Tarnnamen „Junker Jörg“ zugelegt hatte, um die neutestamentlichen Schriften der Bibel intensiv zu studieren. Beim Überfall am Altenstein hatte er noch rasch die hebräische Bibel und das griechische Neue Testament mitgenommen. Mit ihrer Hilfe führte Luther zunächst seine Auslegungen einzelner Bibelstellen fort, bevor er dann seine epochemachende Arbeit begann: Ab Mitte Dezember 1521 übersetzte er innerhalb von nur elf Wochen das gesamte Neue Testament aus dem Griechischen ins „Deutsche“. Da es zu seiner Zeit noch keine einheitliche deutsche Sprache gab, verwendete Luther für seine Übersetzung die sächsische Kanzleisprache, die durch ihre Verwendung im diplomatischen Schriftverkehr relativ verbreitet war. Anders als seine Vorgänger übersetzte Luther die Bibel nicht auf Grundlage der lateinischen Vulgata, sondern er ging vom griechischen Urtext aus und zog die Vulgata nur ergänzend hinzu. Dadurch gelang es ihm, sich vom lateinischen Sprachduktus zu lösen und einen eingängigen, aber dennoch anspruchsvollen Bibeltext zu schaffen. Im Zuge der Bibelübersetzung kreierte Luther zahlreiche neue Wörter und Redewendungen, da er für viele biblische Begriffe keine passenden Entsprechungen in der deutschen Sprache fand.
Als Luther Anfang März 1522 nach Wittenberg zurückkehrte, da dort Unruhen ausgebrochen waren, hatte er bereits das fertige Übersetzungsmanuskript im Gepäck. Zusammen mit Philipp Melanchthon, der in Wittenberg Professor für Griechisch und gleichzeitig ein Vertrauter Luthers war, unterzog er es einer gründlichen Revision, bevor er es im Sommer bei Melchior Lotter d. J. in den Druck gab. Am 20. September 1522 erschien dann die erste Auflage des sog. Septembertestaments. Unterdessen hatte sich Luther bereits der Übersetzung des Alten Testaments zugewandt. Es dauerte jedoch noch bis zum Jahr 1534, bis Luther in Zusammenarbeit mit zahlreichen Experten eine vollständige Bibelübersetzung vorlegen konnte.

## Baugeschichte des Lutherhauses

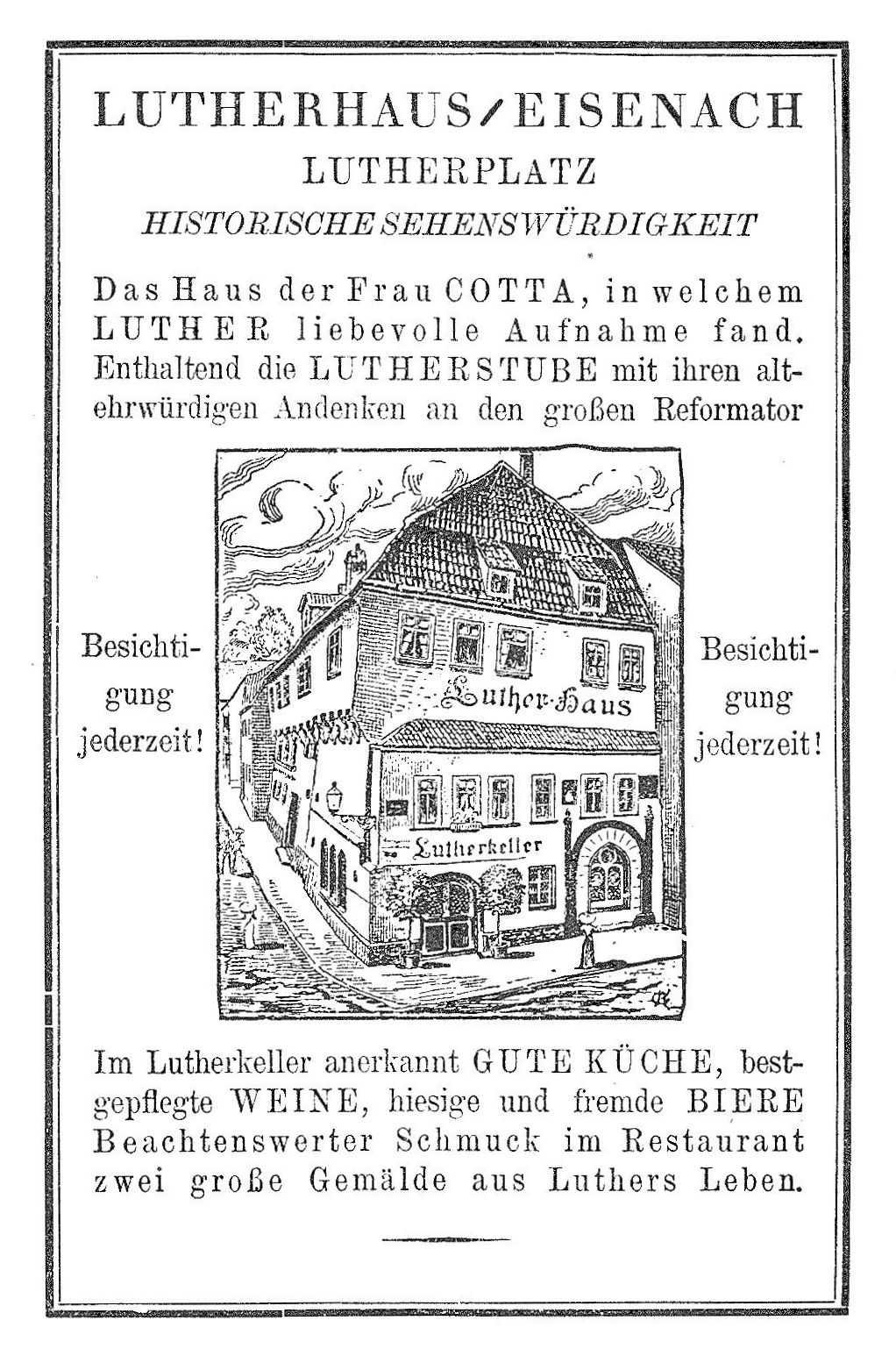
Eine Anzeige des Lutherhauses aus dem Jahre 1927

Im Vorfeld der umfangreichen Restaurierung und Sanierung des Lutherhauses (2013–2015) fand eine umfassende bauhistorische Untersuchung des historischen Gebäudes statt, die in einer Dokumentation festgehalten wurde.
Die in diesem Zuge vorgenommenen dendrochronologischen Untersuchungen haben ergeben, dass der kleinere Vorgängerbau auf das Jahr 1269 zurückgeht. Damit zählt das Eisenacher Lutherhaus zu den ältesten Fachwerkhäusern Thüringens. 1356 wurde das südliche Wirtschaftsgebäude dann erheblich erweitert und das Lutherhaus damit zu seiner heutigen Kubatur vergrößert.
Wann genau das Lutherhaus, das anfangs noch aus mehreren Einzelgebäuden bestand, in den Besitz der Familie Cotta gelangte, ist urkundlich nicht nachweisbar. Als sicher gilt jedoch, dass das heutige Lutherhaus um 1500 bereits Eigentum der Cottas war.
Anfang der 1560er-Jahre erwarb der Eisenacher Renaissancebaumeister Hans Leonhard das damals als Brauhof genutzte Gebäude. Lange Zeit ging man davon aus, dass es auch Leonhard war, der die prachtvolle Renaissancefassade am Lutherhaus schuf. Neuere bauhistorische Forschungen lassen es aber auch als möglich erscheinen, dass das Renaissanceportal zwar aus seiner Hand stammt, ursprünglich aber zur angrenzenden kurfürstlichen Residenz gehörte und erst nach deren Abriss 1742 am Lutherhaus angebracht wurde.
Auch der Zeitpunkt des Fachwerkaufsatzes ist umstritten. Während in älteren Darstellungen zum Lutherhaus behauptet wird, dieser sei erst nach dem großen Stadtbrand von 1636 errichtet worden, sprechen aktuelle Untersuchungen dafür, dass diese Baumaßnahme bereits im 16. Jahrhundert vorgenommen wurde. Im Laufe der Frühen Neuzeit wechselte das Lutherhaus seine Besitzer vielfach, womit auch unterschiedliche Nutzungen einhergingen.
Seit 1898 befand sich eine Gaststätte, der sogenannte „Lutherkeller“, in dem Gebäude. Der Wirt, Adolf Lukaß, richtete sein Lokal im „altdeutschen Stil“ ein und zeigte seinen Gästen gegen einen Aufpreis auch die historischen „Lutherstuben“, in denen Luther als Schüler gewohnt haben soll.
Bis zum Zweiten Weltkrieg hatte das Lutherhaus alle Kriege und Stadtbrände weitgehend unbeschadet überstanden. Am 23. November 1944 detonierte jedoch eine britische Luftmine über dem Lutherplatz. Die Detonation beschädigte die Nordfassade des Gebäudes erheblich, der südliche Teil, in dem sich die Lutherstuben und die Fachwerkhalle befinden, blieb indes intakt. Nach Kriegsende wurde das beschädigte Haus rasch wieder instand gesetzt.

## Museumsgeschichte

### Das Lutherhaus von 1956 bis 2013

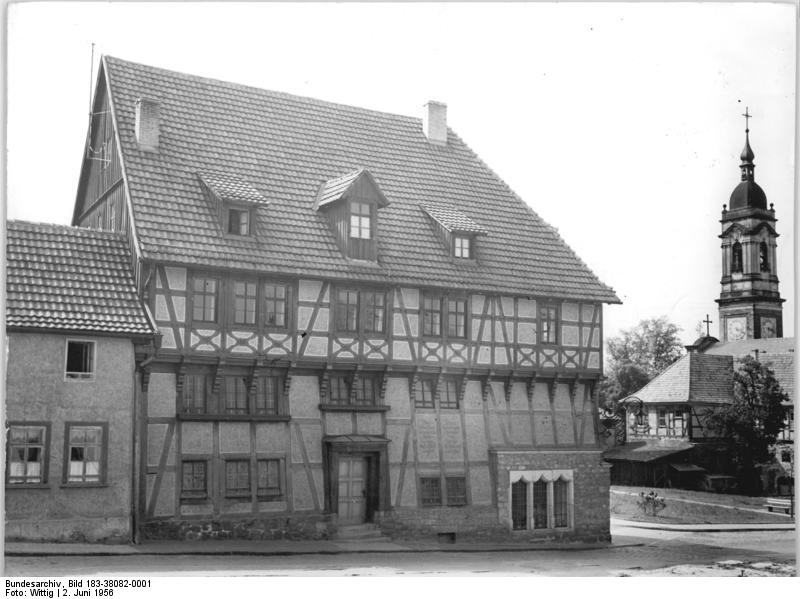
Lutherhaus, 1956

Nach dem Wiederaufbau des Hauses betrieb die Familie Lukaß (Lucas, Lukass) den „Lutherkeller“ noch bis 1953 als Restaurant weiter. Nachdem ein Teil der Familie in die Bundesrepublik geflüchtet war, mietete sich die Evangelisch-Lutherische Kirche in Thüringen 1955 in das Haus ein. Sie baute die bestehende Luthergedenkstätte weiter aus, brachte hier das „Evangelische Pfarrhausarchiv“ unter und eröffnete 1956, unter der Leitung von Willy Quandt, im Lutherhaus einen Erinnerungsort, der eine Mischung aus Gedenkstätte, Sammlung und Museum darstellte. 1965 erhielt die thüringische Landeskirche die Hälfte des Hauses als Vermächtnis von Karoline Schneider, verwitwete Lukaß, die bis zu ihrem Tod Besitzerin einer Haushälfte war. Den zweiten Teil erwarb die Kirche 1997 von den Erben der Familie Lukaß. Auch nach der Wiedervereinigung blieb das Lutherhaus im Besitz der Thüringer Landeskirche und wurde als Reformationsstätte genutzt. Von 2006 bis 2013 wurde das Lutherhaus von der Wartburg Verlag GmbH betrieben.
Trotz mehrfacher Restaurierungen und Renovierungen (u. a. 1976/77, 1983) stieß das Haus bald an seine baulichen Grenzen. Auch die Aufbewahrungsbedingungen für die Bestände des Pfarrhausarchivs erwiesen sich als ungeeignet. Zu den letzten Modernisierungsmaßnahmen gehörte die 1996 völlig neu gestaltete Dauerausstellung „Martin Luther neu entdecken“, die zu dieser Zeit auf dem neuesten Stand war und als Vorbild für die Modernisierung des Lutherhauses in Wittenberg diente. Über die Jahre verlor das Lutherhaus indes im Vergleich zu anderen Reformationsstätten an Attraktivität und Modernität.

### Das neue Lutherhaus (2013 bis heute)

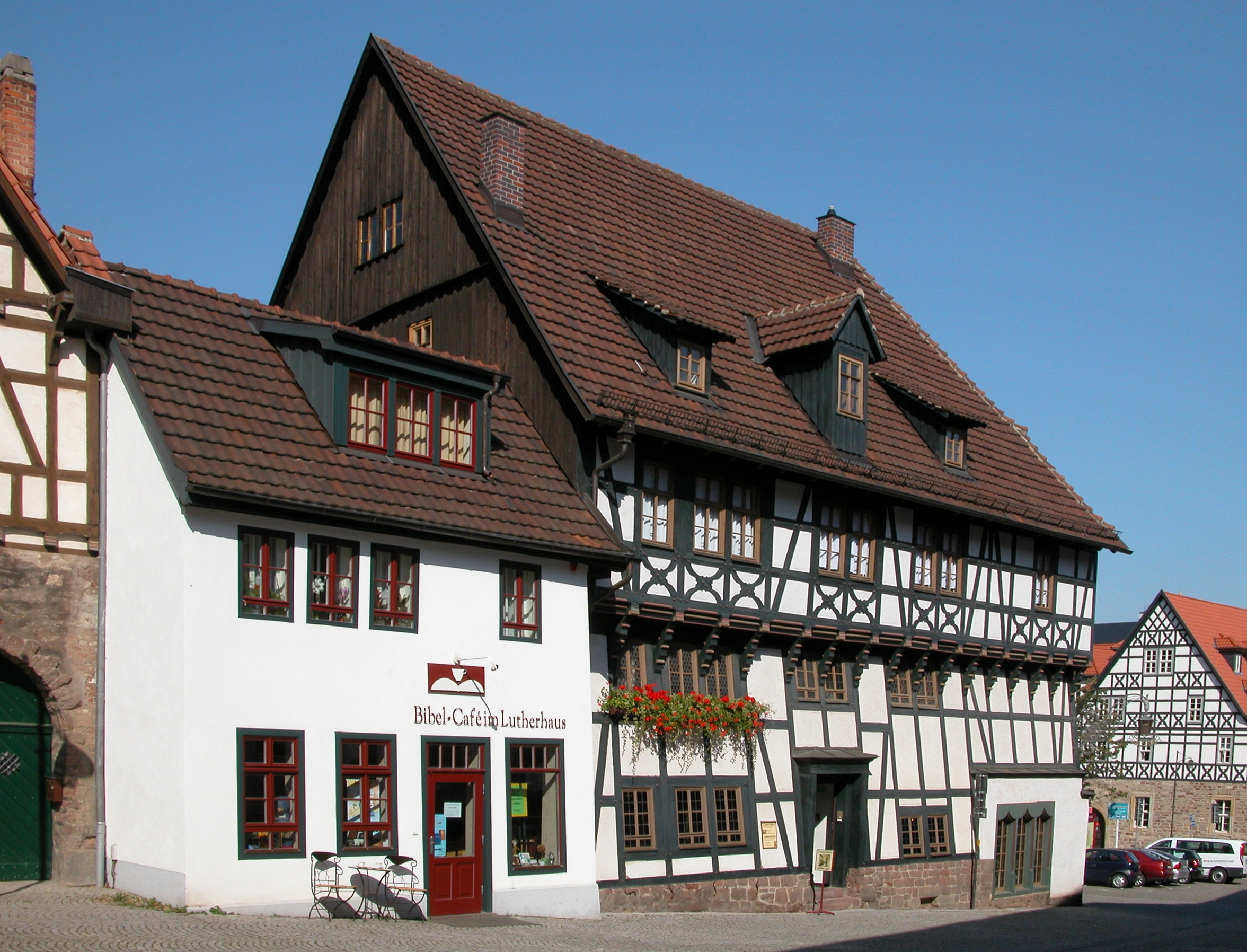
Das Lutherhaus vor der Sanierung 2014–2015

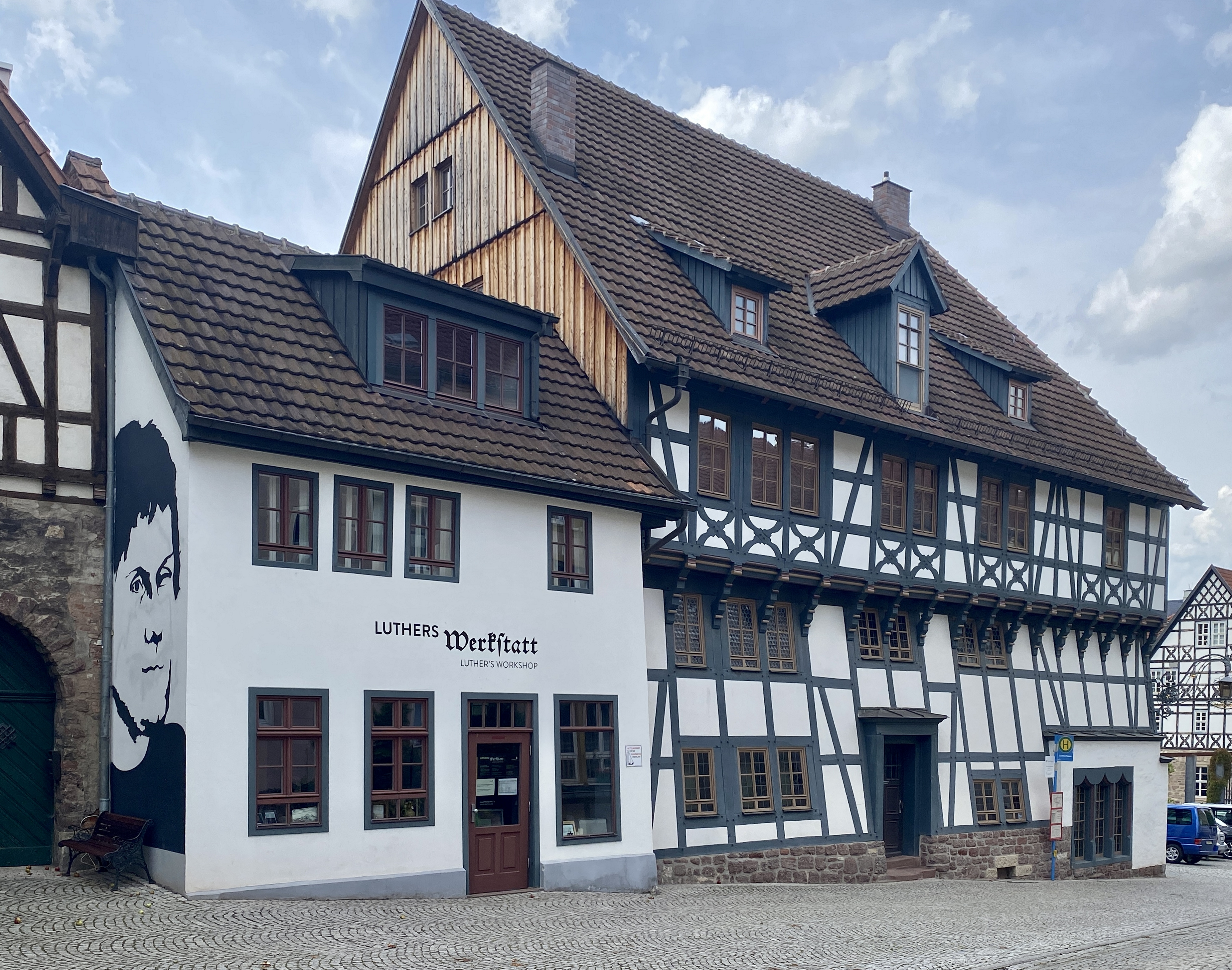
Das Lutherhaus nach der Sanierung, 2021

Im Vorfeld des Reformationsjubiläums 2017 rief die 2009 durch die Fusion der Evangelisch-Lutherischen Kirche in Thüringen und der Evangelischen Kirche der Kirchenprovinz Sachsen entstandene Evangelische Kirche in Mitteldeutschland 2013 die „Stiftung Lutherhaus Eisenach“ mit dem Ziel ins Leben, ein modernes Museum zu entwickeln, das internationalen Museumsstandards entspricht. Die Bestände des Evangelischen Pfarrhausarchivs, die bis dato Eigentum des Verband evangelischer Pfarrerinnen und Pfarrer in Deutschland e. V. waren, wurden der neu gegründeten Stiftung übertragen und bilden seither den Sammlungsgrundstock des Museums. Mit Jochen Birkenmeier erhielt das Lutherhaus erstmals einen hauptamtlichen Wissenschaftlichen Leiter und Kurator, der auch die Neugestaltung des Museums und die aktuelle Dauerausstellung „Luther und die Bibel“ konzipierte und inhaltlich gestaltete.
Von 2013 bis 2015 wurde das Lutherhaus umfassend saniert und restauriert. Während dieser Zeit fanden die museumspädagogische Arbeit und die Verwaltung des Lutherhauses im nahe gelegenen Creutznacher Haus statt. Am 26. September 2015 wurde das neue Lutherhaus mit einem großen Festgottesdienst und einem anschließenden Einweihungsfest feierlich wiedereröffnet. Einen neuen Besucherrekord konnte das Museum im Jahr 2017 im Zuge des Reformationsjubiläums aufstellen, als über 71.000 Besucher ins Lutherhaus kamen.

## Die aktuelle Dauerausstellung „Luther und die Bibel“

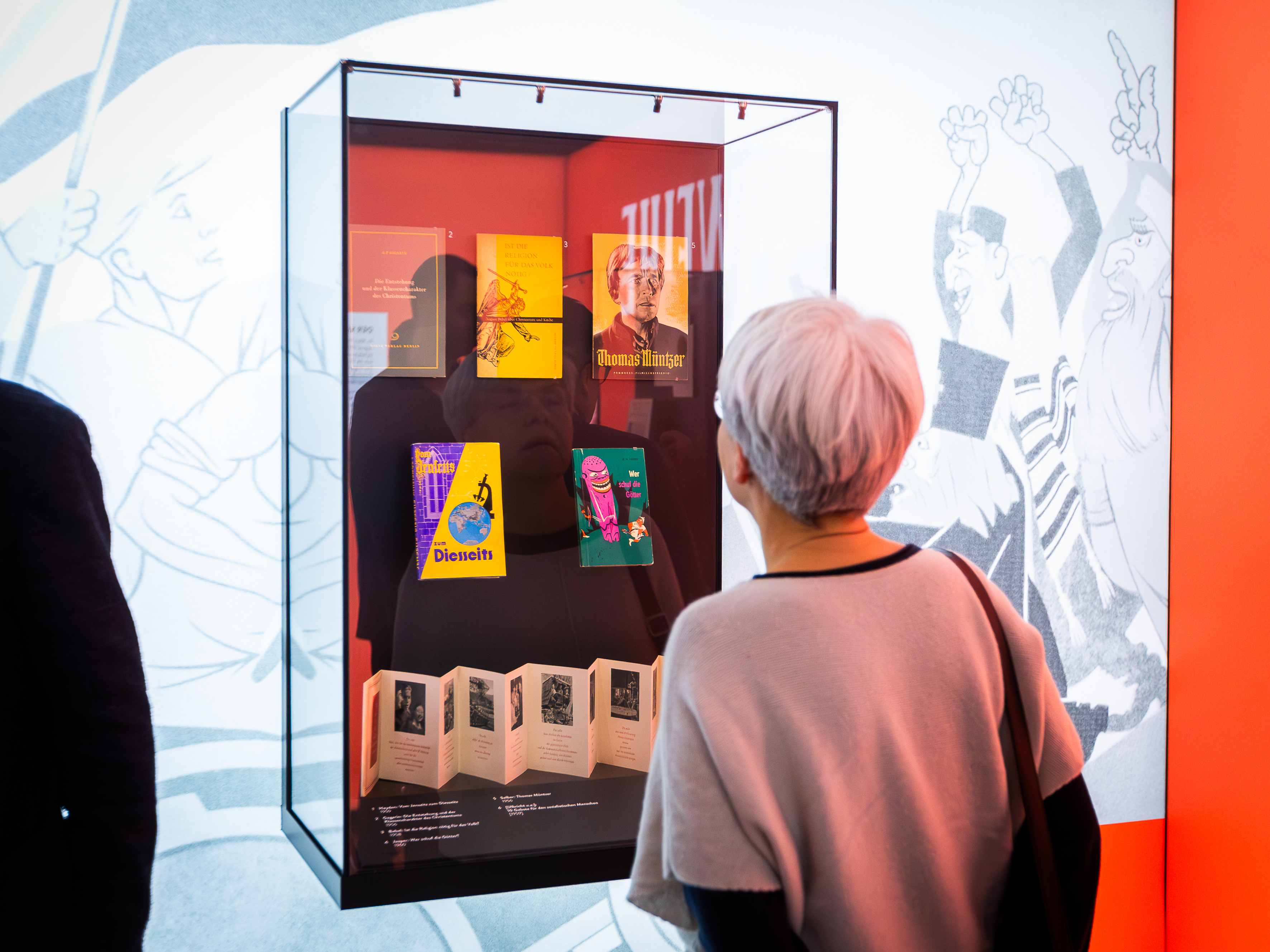
Blick in die Impulsausstellung Jugend, Gott und FDJ, die 2025 im Lutherhaus Eisenach eröffnet wurde.

Während der Sanierungs- und Umbauarbeiten des Gebäudes wurde auch eine innere Neugestaltung des Hauses und der Ausstellung vorgenommen. Die seit 2015 gezeigte Dauerausstellung „Luther und die Bibel“ widmet sich Luthers welthistorischer Bibelübersetzung auf drei Etagen und präsentiert dabei viele (kunst-)historische Schätze wie mehrere Gemälde aus der Cranach-Schule, Prunkstücke aus dem Römhilder Textilschatz oder das Kirchenbuch mit dem Taufeintrag von Johann Sebastian Bach. Dazu kommen zahlreiche weitere Exponate und moderne Medienstationen, die dem Museumsbesucher einen interaktiven Zugang zum Ausstellungsthema ermöglichen.
Durch die Umbaumaßnahmen ist das Lutherhaus zum ersten Mal in seiner Geschichte weitgehend barrierefrei zu begehen und auch der Laubengang im Innenhof ist erstmals vollständig zugänglich.
Anlässlich des 500-jährigen Jubiläums von Luthers Bibelübersetzung wurde die Dauerausstellung im Jahr 2022 erneuert und um neue Ausstellungsinhalte ergänzt. An drei neuen Multimedia-Terminals werden die wechselvolle Geschichte von Luthers bekanntestem Kirchenlied Ein feste Burg ist unser Gott, ideologisch motivierte Eingriffe in den Bibeltext vom 18. bis ins 21. Jahrhundert sowie die internationale Wirkung der Lutherbibel interaktiv dargestellt.

### Erdgeschoss
Die Ausstellung beginnt im Erdgeschoss und zeigt, wie Luthers Lebenswelt um 1500 aussah, auf welche Frömmigkeitsformen und Glaubenspraktiken er traf. Seine Schulzeit in Eisenach wird ebenso thematisiert wie sein Weg zum Mönch und die Entwicklung seiner reformatorischen Einsichten.

### Zwischengeschoss
Die Bibelübersetzung gehört zweifellos zu Luthers wichtigsten und prägendsten Leistungen. Im Zwischengeschoss des Lutherhauses werden die Schwierigkeiten und Herausforderungen des Übersetzens thematisiert. Die sprachliche Vielfalt des „Deutschen“ wird anschaulich vermittelt und auch Luthers eigene Äußerungen zum „Dolmetschen“ werden aufgegriffen. Gleichzeitig wird gezeigt, welche Rolle die zahlreichen Experten spielten, mit denen Luther bei seiner Bibelübersetzung zusammenarbeitete. Zudem sind im Zwischengeschoss auch die historischen Lutherstuben zu besichtigen.

### Obergeschoss
Mit dem Tod Luthers im Jahr 1546 endete weder die Reformation noch die Wirkungsgeschichte seiner Bibelübersetzung. Vielmehr prägt insbesondere Luthers Bibelübersetzung die deutsche Sprache, Literatur und Musik bis heute, was im Obergeschoss anhand vieler Einzelbeispiele nachvollzogen werden kann. Von großer Bedeutung für die Verbreitung und den Langzeiterfolg der Lutherbibel war die Gründung der Cansteinschen Bibelanstalt und die Entwicklung des Stehenden Satzes, denn erst durch diese technischen Neuerungen wurde die Bibel zum Massenprodukt, das im Zuge der pietistisch inspirierten Missionsbewegung in der ganzen Welt verbreitet wurde. Den Abschluss der Dauerausstellung bilden mehrere Medienstationen, die den Einfluss der Lutherbibel auf volkssprachliche Bibelübersetzungen in ganz Europa, verschiedene Eingriffe in die Bibel, die heutige Bedeutung der (Luther-)Bibel und die Herausforderungen der aktuellen Überarbeitung der Lutherbibel (Bibelrevision) aufzeigen. Im letzten Ausstellungsraum werden seit 2025 die Impulsausstellungen des Lutherhauses gezeigt.

## „Entjudungsinstitut“
Seit 2019 hat das Lutherhaus neben der Reformationsgeschichte einen zweiten thematischen Schwerpunkt in der Aufarbeitung des antisemitischen „Entjudungsinstituts“ (Institut zur Erforschung und Beseitigung des jüdischen Einflusses auf das deutsche kirchliche Leben), das zwischen 1939 und 1945 in Eisenach tätig war. Lutherhaus-Direktor Jochen Birkenmeier gab im März 2018 die Initiative zur Errichtung eines Mahnmals zum „Entjudungsinstitut“, das am 6. Mai 2019, 80 Jahre nach Gründung des Instituts, in Eisenach feierlich enthüllt werden konnte. Seit 19. September 2019 zeigt das Lutherhaus die Sonderausstellung Erforschung und Beseitigung. Das kirchliche „Entjudungsinstitut“ 1939-1945 (kuratiert von Jochen Birkenmeier und Michael Weise), die nach mehrmaliger Verlängerung dauerhaft im Lutherhaus zu sehen ist. Sie beleuchtet die historisch-politischen Hintergründe und geistigen Wurzeln des Instituts, die Folgen seines Wirkens und den mühsamen Weg zur historischen Aufarbeitung nach 1945. Zudem wird auch die Inanspruchnahme Martin Luthers bzw. seiner judenfeindlichen Äußerungen durch die Institutsmitarbeiter behandelt. Im Frühjahr 2022 wurde die Sonderausstellung um eine zweite „Nazi-Glocke“ ergänzt, deren Glockenzier ein Hakenkreuz aufweist.

## man in a cubevon Ai Weiwei
Im Jahr 2019 gelang es der Stiftung Lutherhaus Eisenach, die Skulptur man in a cube zu erwerben, die Ai Weiwei für die Ausstellung Luther und die Avantgarde in Wittenberg im Rahmen des Reformationsjubiläums 2017 geschaffen hatte. In man in a cube verarbeitete der chinesische Künstler die Erfahrungen von Ungewissheit und Isolation nach seiner Verhaftung durch die chinesischen Behörden: „Mein Werk besteht aus einem Betonkubus, der eine einzelne Gestalt in Einsamkeit birgt. Diese Gestalt zeigt mich während der 81 Tage meiner geheimen Inhaftierung im Jahr 2011.“ Die Konzentration auf Ideen und Sprache half Ai Weiwei, die Gefangenschaft zu überstehen. Die Verbindung von Freiheit, Sprache und Ideen faszinierten ihn auch an Martin Luther, den er mit man in a cube ausdrücklich würdigte. Im Oktober 2020 – 500 Jahre nach der Veröffentlichung von Martin Luthers Schrift Von der Freiheit eines Christenmenschen (1520) – wurde sie im Innenhof des Lutherhauses aufgestellt und feierlich der Öffentlichkeit übergeben.

## Impulsausstellungen
Seit 2025 zeigt das Lutherhaus in einem neuen, auf Nachhaltigkeit angelegten Ausstellungsraum wechselnde Impulsausstellungen mit zeitgeschichtlichem Schwerpunkt, die die Dauer- und Sonderausstellung inhaltlich ergänzen, erweitern und vertiefen. Den Auftakt macht die die Ausstellung Jugend, Gott und FDJ. Der Kampf gegen die Kirchen in der frühen DDR, die am 31. Januar 2025 eröffnet wurde.

## Sonderausstellungen und Veranstaltungen
Parallel zu den Sanierungsarbeiten (2013–2015) wurde auf der Brachfläche westlich des Lutherhauses ein privates Wohn- und Geschäftshaus errichtet, das durch ein gläsernes Eingangsgebäude mit dem historischen Lutherhaus verbunden ist. Das Erdgeschoss des Neubaus nutzt die Stiftung Lutherhaus Eisenach als Empfangsbereich und Museumsshop. Auch der neue Sonderausstellungsraum, in dem seit 2016 zunächst wechselnde Sonderausstellungen zu sehen waren und seit 2019 die Ausstellung Erforschung und Beseitigung. Das kirchliche „Entjudungsinstitut“ 1939–1945 gezeigt wird, ist dort untergebracht. Außerdem finden regelmäßig Veranstaltungen im Lutherhaus statt. Dazu gehören das jährliche Museumsfest anlässlich von Luthers Geburtstag (10. November), die KinderKulturNacht sowie Lesungen, Konzerte und Vorträge.

## Museumspädagogik
Neben der Dauerausstellung können Besuchergruppen auch verschiedene museumspädagogische Angebote des Lutherhauses in Anspruch nehmen. Dazu gehört der „Unterricht wie zu Luthers Zeiten“ und verschiedene Werkstattangebote aus den Bereichen Kalligraphie und Buchdruck. Für Schüler- und Konfirmandengruppen werden zudem Erkundungsbögen zur Verfügung gestellt. Zur Sonderausstellung Erforschung und Beseitigung. Das kirchliche „Entjudungsinstitut“ 1939–1945 und zu Ai Weiweis Skulptur man in a cube wurden spezielle Bildungsangebote entwickelt, die unterschiedliche Zugänge zum jeweiligen Thema bieten.

## Sammlung und Evangelisches Pfarrhausarchiv
Den Grundstock der museumseigenen Sammlung des Lutherhauses stellen die Bestände des Evangelischen Pfarrhausarchivs dar. Dieses wurde 1925 durch den in Merseburg wirkenden Pfarrer August Angermann (1867–1947) ins Leben gerufen. Ein Jahr zuvor hatte Angermann auf dem Pfarrertag in Gießen bekannt gegeben, dass er den Aufbau einer Sammlung zur Geschichte und Bedeutung des evangelischen Pfarrhauses plane. Auf dem darauffolgenden Pfarrertag in Hamburg (1925) wurde er von den evangelischen Pfarrervereinen mit der Aufgabe betraut, sein Vorhaben in die Tat umzusetzen. Im Jahre 1931 umfasste die Sammlung bereits über 1300 Einzelstücke (Gemälde, Zeichnungen, Radierungen, Fotos, Bücher, Briefe, Handschriften, Plaketten, Münzen, Medaillen, Stammbücher etc.), ab dem 2. November 1934 war sie dann erstmals in drei Räumen des Wittenberger Schlosses öffentlich zu sehen.
Während des Zweiten Weltkriegs wurde die Sammlung geschlossen. Nach Kriegsende sollte sie zunächst nach Eisleben gebracht werden, wo aber keine geeigneten Räumlichkeiten gefunden werden konnten. Stattdessen wurden die Bestände des Evangelischen Pfarrhausarchives 1947 auf Betreiben des Thüringer Landesbischofs Moritz Mitzenheim nach Eisenach gebracht, wo sie bis 1956 auf dem Hainstein untergebracht waren. Willy Quandt, der Angermanns Nachfolge antrat, war zu dieser Zeit Leiter des „Evangelischen Pfarrhausarchivs“. Von dort aus wurden die Bestände ins Lutherhaus gebracht, wo sie der Öffentlichkeit in Form einer ständigen Ausstellung ab dem 1. Mai 1956 präsentiert wurden.
Bis 1995 blieben die Ausstellungsinhalte im obersten Stockwerk des Lutherhauses weitgehend unverändert. 1996 wurde die gründlich überarbeitete und erneuerte Ausstellung „Eine Zeitreise durch die Geschichte des evangelischen Pfarrhauses“ präsentiert. Die Aufbewahrungsbedingungen im historischen Lutherhaus erwiesen sich jedoch für die Sammlungsbestände sowohl räumlich wie klimatisch als zunehmend problematisch. Daher wurde 2014 im neu gebauten Landeskirchenarchiv Eisenach ein Depot für das Evangelische Pfarrhausarchiv eingerichtet, wo die Bestände für die Forschung wieder zugänglich sind.

## Auszeichnungen

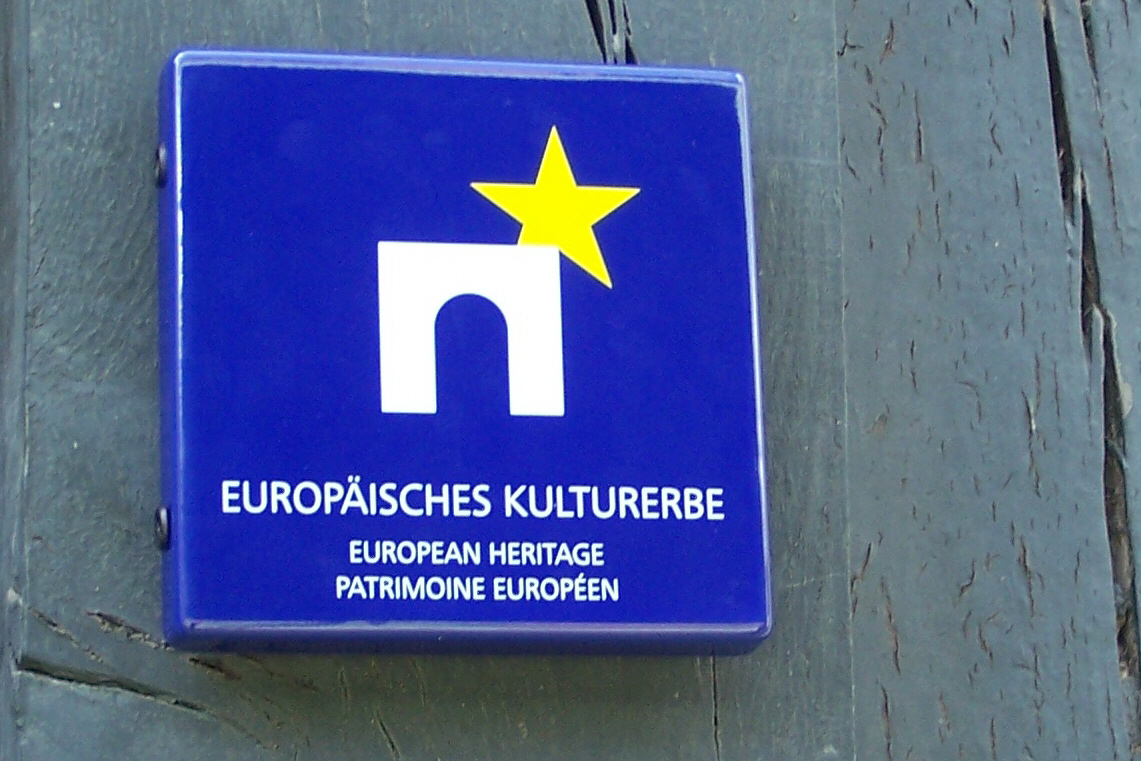
Auszeichnung 2011 als Europäisches Kulturerbe

Die Dauerausstellung des Lutherhauses wurde mit dem ICONIC AWARD 2016 in der Kategorie „Architecture – Best of Best“, dem „Thüringer Tourismuspreis 2016“ (Sonderpreis: „Digitale Lösungen im Tourismus“) und einem Sonderpreis im Rahmen des Museumspreises der Sparkassen-Kulturstiftung Hessen-Thüringen 2016 ausgezeichnet. Im Oktober 2017 verlieh der Museumsverband Thüringen dem Lutherhaus Eisenach das Museumssiegel. Damit werden Museen ausgezeichnet, die die Qualitätsstandards des Internationalen Museumsrates (ICOM) und des Deutschen Museumsbundes (DMB) vorbildlich erfüllen. Im selben Jahr erhielt das Lutherhaus zudem das Zertifikat „Barrierefreiheit geprüft“. Im Jahr 2022 wurde das Lutherhaus für den „Thüringer Tourismuspreis“ in der Kategorie „Nachhaltigkeit“ nominiert.

## Verkehrsanbindung
Gut erreichbar ist das Lutherhaus mit der Buslinie 3 des Verkehrsunternehmens Wartburgmobil vom Bahnhof Eisenach und der Wartburg.

## Literatur

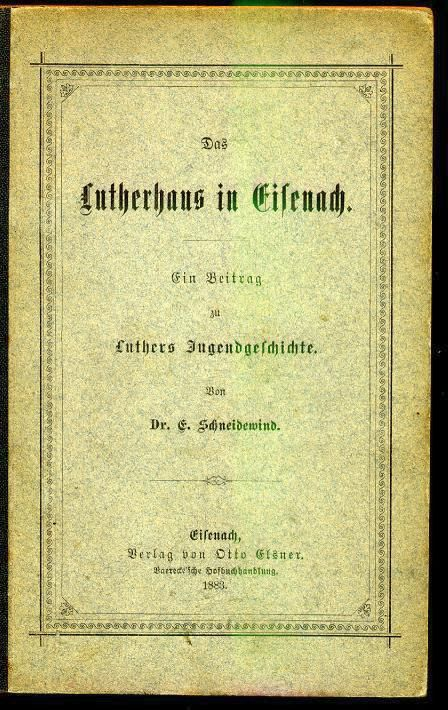
Edmund Schneidewind: Das Lutherhaus in Eisenach, 1880